# Cameron Fleming
(en) Statistiques sur pro-football-reference
Cameron Jarrod Flemming, né le 3 septembre 1992 à Fort Hood (Texas), est un sportif professionnel américain de football américain jouant au poste d'offensive tackle dans la National Football League (NFL) depuis la saison 2021 et agent libre depuis la fin de saison 2024.
Sélectionné lors du 4e tour de la draft 2014 par la franchise des Patriots de la Nouvelle-Angleterre, il y joue pendant quatre saisons et y remporte les Super Bowls XLIX et le LI avec les Broncos de Denver. Il rejoint ensuite les Cowboys de Dallas (2018–2019), les Giants de New York (2020) et les Broncos de Denver (2021–2024).

## Biographie

### Jeunesse
Fleming naît le 3 septembre 1992 à Fort Hood au Texas de Ken et Karen Fleming. Il fréquente le lycée de Haker Heights avant de transférer au lycée de Cypress Creek à Houston au Texas. Il décide de jouer avec le Cardinal de Stanford, plutôt qu'avec Air Force, l'Arkansas, Baylor, Houston ou le Kansas.

### Carrière universitaire
Étudiant à l'université Stanford, il joue avec le Cardinal de Stanford de 2010 à 2013 dans la NCAA Division I FBS.

### Carrière professionnelle

#### Draft
Fleming est sélectionné 140e choix global lors du quatrième tour de la draft 2014 par la franchise des Patriots de la Nouvelle-Angleterre.

#### Cowboys de Dallas
Le 26 mars 2018, Fleming signe un contrat d'un an pour un montant de 3,5 millions de dollars avec les Cowboys de Dallas. Il participe à 14 matchs dont trois au poste de tackle gauche en remplacement de Tyron Smith blessé.
Le 13 mars 2019, Fleming signe une extension de deux ans pour 7,5 millions de dollars avec les Cowboys. Il dispute 14 matchs dont trois à nouveau au poste de tackle gauche en remplacement de Tyron Smith blessé. Le 17 mars 2020, les Cowboys n'activent pas l'option du contrat de Fleming qui devient agent libre sans restriction.

#### Giants de New York
Le 26 mars 2020, Fleming signe avec les Giants de New York, retrouvant ainsi ses anciens entraîneurs aux Cowboys, Jason Garrett (entraîneur principal) et Marc Colombo (entraineur de ligne offensive). Il est titulaire lors des 16 matchs de la saison au poste de right tackle.

#### Broncos de Denver
Le 20 mai 2021, Fleming signe un contrat d'un an pour un montant de 1,67 millions de dollars avec les Broncos de Denver, la franchise ayant libéré son offensive tackle Ja'Wuan James. Il est libéré le 31 août 2021. Resigné le 2, il participe à 5 matchs dont 4 en tant que titulaire au poste de right tackle.
Resigné le 27 juillet 2022, il dispute 15 matchs tous en tant que titulaire et 9 au poste de right tackle. À la suite d'une blessure au quadriceps, il manque deux matchs (contre les Titans et les Jaguars).
Le 23 mai 2023, les Broncos resignent Fleming pour un an et un montant de 4 millions de dollars.
N'ayant pas été engagé pendant l'inter saison suivante, il est signe par les Broncos le 8 octobre 2024 où il intègre l'équipe d'entraînement.